# Cantón de Peyreleau
El cantón de Peyreleau era una división administrativa francesa, que estaba situada en el departamento de Aveyron y la región de Mediodía-Pirineos.

## Composición
El cantón estaba formado por siete comunas:
- La Cresse
- Mostuéjouls
- Peyreleau
- Rivière-sur-Tarn
- La Roque-Sainte-Marguerite
- Saint-André-de-Vézines
- Veyreau

## Supresión del cantón de Peyreleau
En aplicación del Decreto n.º 2014-205 de 21 de febrero de 2014, el cantón de Peyreleau fue suprimido el 22 de marzo de 2015 y sus 7 comunas pasaron a formar parte del nuevo cantón de Tarn y Mesetas.